# Estadio Salto del Caballo
El Estadio Salto del Caballo es un recinto de propiedad municipal en el que juega sus partidos como local el C. D. Toledo. Equipo al que este le está cedido hasta 2035. Situado en la ciudad de Toledo, Castilla-La Mancha, España.

## Historia
El Estadio Salto del Caballo recibe este nombre debido a que el terreno en el que fue construido se solían disputar pruebas hípicas, realizadas por las caballerizas militares de la Academia de Infantería.
El fútbol llegó a la ciudad de Toledo a finales del siglo XX. Los primeros equipos nacieron de la gran presencia de militares que había, y de la Fábrica de Armas de Toledo. Había 4 equipos diferentes que eran La Gimnástica, El Rácing, La Cultural de la Fábrica de Armas y la Academia de Infantería. Intentaron crear un equipo con diferentes jugadores de otros pueblos, y así, en 1928, nació la Sociedad de Foot-Ball de Toledo Esta sociedad abrió el Campo de Palomarejos en 1932, pero con la Guerra Civil, todo lo que se hizo fue en vano. 
Este campo de fútbol fue sede del equipo de la ciudad, el CD Toledo. Con motivo de la Guerra Civil, el equipo tuvo que desplazarse al campo municipal Carlos III, campo en el que actualmente juega la Unión Deportiva Santa Bárbara, mientras se construía cerca del río Tajo, el Estadio Municipal Salto del Caballo.

## Partido contra el Real Madrid
El día 13 de diciembre del año 2000, el CD Toledo abría sus puertas al Real Madrid, que era en ese momento el campeón de la Champions League. El partido se disputaba en la capital de Castilla-La Mancha, en la Copa del Rey. El Real Madrid, se presentaba en el estadio del Salto del Caballo, que en ese momento disputaba la Segunda División B de España, con jugadores que en este momento eran estrellas, como eran Fernando Hierro o Fernando Morientes. 
El partido comenzó de forma trágica para los Blancos, y en el minuto 6 de encuentro el CD Toledo se adelantaba en el marcador con un gol de Israel. El partido seguía yendo de cara para el club castellanomanchego, que en el minuto 15, aumentó su ventaja con un gol de Cidoncha. Por su parte, el equipo madrileño, puso un tanto a su marcador minutos después, Savio Bortolini fue el autor del gol.

## Inauguración
El 23 de noviembre de 1973, se inauguró con un partido entre el CD Toledo y el Atlético de Madrid. El primer gol de la historia en este campo lo anotó Luis Aragonés de penalti. Empató Félix Aranda de falta. Finalmente, anotaron Luis Aragonés de nuevo y Paco Melo para dejar el marcador final de 1-3 con derrota para los del Toledo y una gran victoria para los Rojiblancos.

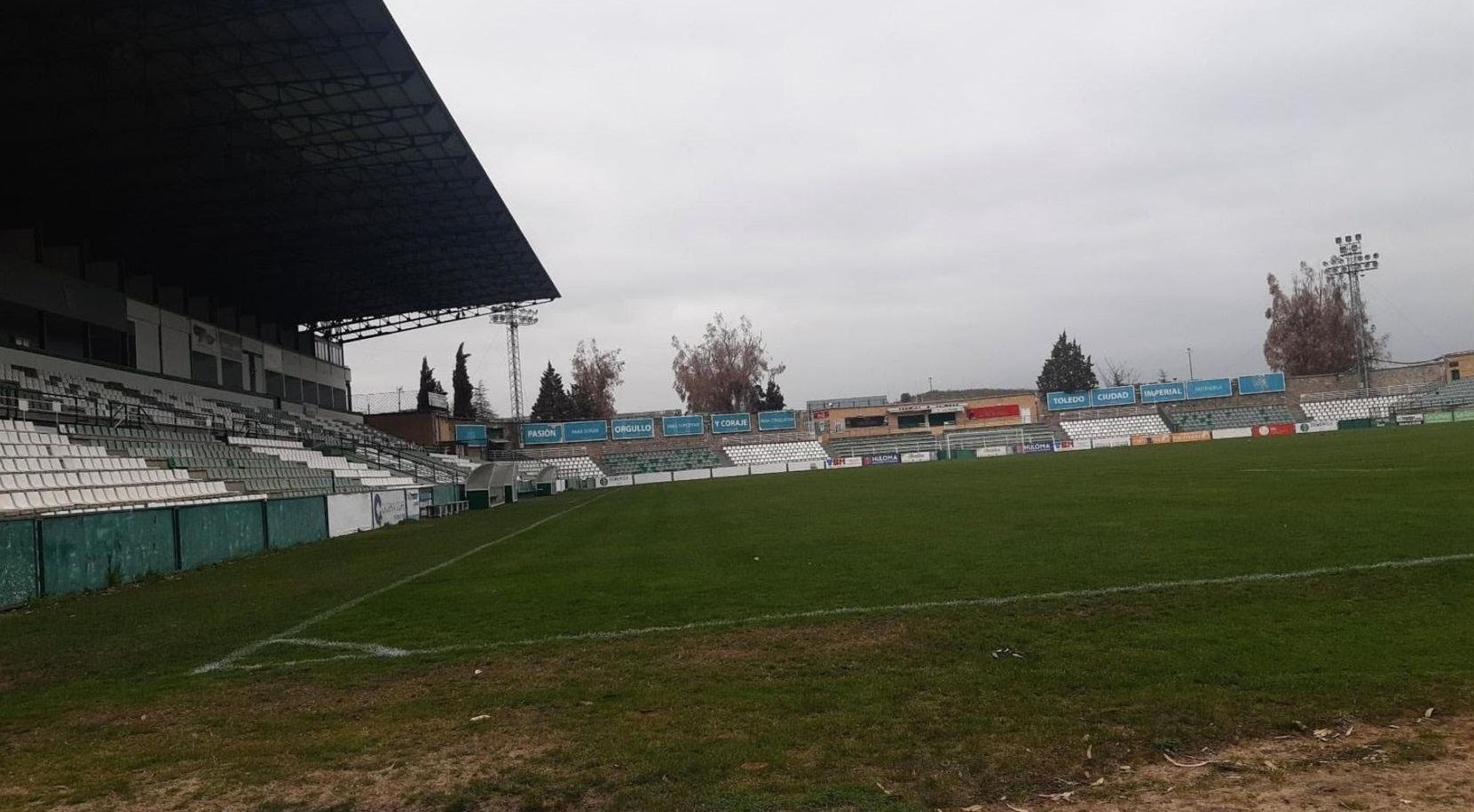
Imagen Estadio Municipal Salto del Caballo, Toledo.

## Partidos internacionales

### Selección sub-21 fútbol
| 31 de marzo de 1992 | España | 1-0 (?-?) | Italia | Estadio Salto del Caballo, Toledo |  |
| Partido amistoso    |        |           |        |                                   |  |

| 6 de octubre de 2000 | España | 1-0 (?-?) | Israel | Estadio Salto del Caballo, Toledo |  |
| Partido amistoso     |        |           |        |                                   |  |

| 21 de marzo de 2013 | España                                                                                | 5-2 (3-1) | Noruega                               | Estadio Salto del Caballo, Toledo |                                |
|                     | Cristian Tello 4' Cristian Tello 15' Rodrigo 33' Sergio Canales 56' Tollås 76' (p.p.) |           | Håvard Nielsen 1' Flamur Kastrati 87' | Asistencia: 5.500 espectadores    | Asistencia: 5.500 espectadores |
| Partido amistoso    |                                                                                       |           |                                       |                                   |                                |

| 1 de septiembre de 2017 (19:30) | España                                            | 3-0 (2-0) | Italia | Estadio Salto del Caballo, Toledo                                  |                                                                    |
|                                 | Mikel Merino 22' Borja Mayoral 44' Jorge Meré 81' |           |        | Asistencia: 4.500 espectadores Árbitro(s): Luis Godinho (Portugal) | Asistencia: 4.500 espectadores Árbitro(s): Luis Godinho (Portugal) |
| Partido amistoso                |                                                   |           |        |                                                                    |                                                                    |